# Neoexpressionismo alemão
O neoexpressionismo alemão, também conhecido como Neue Wilde é o movimento neoexpressionista alemão surgido nos anos 80, que buscava resgatar a pintura como meio de expressão e a identidade cultural alemã.

## Neoexpressionismo
Modalidade artística resgatada a partir da década de 80, ao voltar a registrar os sentimentos pela arte. Foi fortemente influenciado pelo Expressionismo, Simbolismo e Surrealismo. Trouxe de volta a pintura e a escultura, com suas representações críticas, emocionais e subjetivas, após algumas décadas. Formulando o devir da arte em sua história universal. Os artistas costumavam utilizar tintas misturadas a materiais como areia, palha e outros, colados à tela.
A arte dos anos 90 e da virada do século reafirma as tendências supracitadas enveredando-se ainda mais na política e causas sociais, ambientais e econômicas. Mostra ainda a proliferação da arte performática, das instalações e suportes associados a gêneros híbridos e materiais variados.

## História
No final dos anos 70, iniciou-se uma discussão artística, que voltou a orientar a Europa e os Estados Unidos para a pintura como meio de expressão.
Os Estados Unidos perdem sua hegemonia artística para partes a Europa, e esta se volta para as próprias tradições, buscando encontrar uma identidade própria.
Diversos movimentos dos anos 70 se levantaram contra a estética dominante da pop art. Surgiu a arte minimalista, conceitual, tipos de ações (Happenings, Fluxus e os trabalhos de Joseph Beuys, Nam June Paik, Wolf Vostell) e outros. Mas nestas representações, aquela na forma pintura raramente aparecia, criando-se, assim, uma chamada “fome de quadros”. Os artistas dessa corrente tentam uma volta aos elementos pictóricos que tando marcaram a arte de seus países antes da Segunda Guerra. Eles queriam revisitar a pintura atualizando seu discurso com a cena atual, voltada para as questões contemporâneas.
Na Alemanha, em torno de 1980, uma jovem geração de artistas invadiu a cena artística com suas pinturas. E justamente nesta ausência de quadros, estes artistas alemães introduziram suas obras, participando assim do que é denominado Retorno à Pintura.
Este movimento teve como principais centros artísticos Berlim, Düsseldorf, Hamburgo e Colônia. Os artistas são fortemente influenciados pelo romantismo e o expressionismo do início do século XX. A pintura desenvolvida por eles é uma forma de expressão em que se podem experimentar diversas concepções de arte.
Os países europeus, mais associados a este movimento, tariam uma vasta tradição pictórica. O movimento teve desdobramentos em várias partes do mundo, assumindo múltiplas facetas culturais.

## Artistas do Movimento

### Primeira Geração
Artistas de Berlim e Düsseldorf, nascidos antes ou durante a Segunda Guerra Mundial. Evocam a liberdade formal, para testemunhar a relação do artista com a realidade e seu compromisso com a história.
- Georg Baselitz
- Markus Lüpertz
- Sigmar Polke
- Gerhard Richter
- A. R. Penck
- Jörg Immendorff
- Anselm Kiefer

### Segunda Geração
Artistas de Colônia e Hamburgo, nascidos no pós-guerra. Se identificam com idéias rebeldes, agressivas, com influências punk e deliberadamente marginais.
- Hans Peter Adamski
- Peter Bömmels
- Walter Dahn
- Jiri Georg Dokoupil
- Gerard Kever
- Gerhard Naschberger
- Albert Oehlen
- Werner Büttner

### Pintura Impetuosa
Apesar de pertencerem à Segunda Geração, estavam fixados em Berlim. Têm maneiras muito diferentes de conceber e têm em comum sua iconografia (nus, retratos, auto-retratos, paisagens, cenas urbanas). Sua estética mescla primitivismo e agressividade. Construíram uma obra pictórica de grandes formatos, generosas e impetuosas pinceladas, fruto de movimentos quase automáticos de grande força rítmica.
- Salomé (pseudônimo de Wolfgang Cilarz)
- Helmut Middendorf
- Bernd Zimmer